# Melchor Ocampo, Durango
Melchor Ocampo är en ort i Mexiko.   Den ligger i kommunen Nuevo Ideal och delstaten Durango, i den centrala delen av landet, 800 km nordväst om huvudstaden Mexico City. Melchor Ocampo ligger 1 984 meter över havet och antalet invånare är 372.
Terrängen runt Melchor Ocampo är platt åt sydväst, men åt nordost är den kuperad. Runt Melchor Ocampo är det mycket glesbefolkat, med 3 invånare per kvadratkilometer. Närmaste större samhälle är El Nuevo Porvenir, 14,8 km sydväst om Melchor Ocampo.